# 活性部位

酵素反応の誘導適合モデル

分子生物学における活性部位（かっせいぶい、英: active site）は、基質が結合し化学反応が進む酵素の部位のことである。多くの酵素はタンパク質からできているが、リボザイムと呼ばれるリボ核酸でできた酵素も存在する。酵素の活性部位は、基質の認識に関わるアミノ酸（又は核酸）が並んだ溝又はポケットで見られる。触媒反応に直接関わる残基は、活性部位残基と呼ばれる。

## 結合機構
酵素の作用機構には、「鍵と鍵穴モデル」と「誘導適合モデル」の2つのモデルが提案されている。鍵と鍵穴モデルは、活性部位は特定の基質と完全にぴったり合うものであり、一度基質が酵素に結合するとそれ以上の修正は必要ないという最も簡便なモデルである。誘導適合モデルは、鍵と鍵穴モデルを発展させたもので、活性部位はより柔軟であり、活性部位でのある残基の存在によって正しい基質が配置され、基質が結合した後に構造変化が起こると考えるものである。

## 化学
基質は水素結合、疎水結合、ファンデルワールス力等によって酵素の活性部位と結合する。活性部位の残基はプロトンや基質のその他の官能基のドナーやアクセプターとして働く。言い換えると、活性部位は反応の活性化エネルギーに応じて反応機構を変える。生成物は立体障害により活性部位では不安定となるために放出され、酵素は当初の非結合状態に戻る。